# DesignSpark PCB

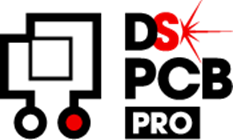
DS-PCB Logo

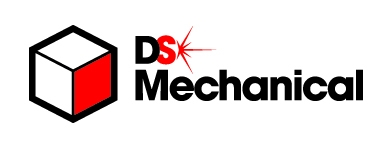
DS-Mechanical Logo

DesignSpark PCB ist ein kostenloses Programm zur Leiterplattenentflechtung, englisch EDA- oder ECAD-Software (Electronic CAD).
Die Software ist frei zugänglich und zu beziehen auf der Online-Plattform von RS Components, welche 2025 ihr 15jähriges Jubiläum gefeiert hat.  Sie dient Ingenieuren und Entwicklern zum Austausch von Ideen und stellt kostenlose Tools und Ressourcen zur Verfügung, um Maker-Projekte zu unterstützen.
Eine Registrierung auf der Webseite ist notwendig, um alle Funktionen der Software freizuschalten und die Nutzungsbedingungen zu bestätigen. Kostenpflichtig ist „DesignSpark PCB Pro“ (seit 2023 unter dem Namen Engineer) erhältlich mit zusätzlichen Funktionen, hierarchisches Schaltplandesign, differenzielle symmetrische Leitungen, blind und buried Vias, sowie mehr Router-Modi. Damit ist diese Software praktisch identisch mit Easy-PC.

## Geschichte
WestDev Ltd. kaufte Number One Systems Ltd. 1997 und hat seitdem die EDA-Software Easy-PC weiterentwickelt. „DesignSpark PCB“ entstand Juli 2010 als Kooperation zwischen dem Elektronikdistributor RS Components und dem Softwareentwickler Number One Systems als Antwort auf den Kauf von Eagle durch Farnell. Es ist im Grunde eine eingeschränkte Version der Software Easy-PC. Als Schwesterprodukt wird das deutlich mächtigere Pulsonix von WestDev entwickelt. Ähnlich wie DesignSpark PCB ist „PCB Artist“ zu sehen, das an den Leiterplattenhersteller Advanced Circuits gebunden ist.
Ähnlich entstand 2015 „DesignSpark Electrical“ für die Elektroinstallation als Kooperation zwischen RS und SolidWorks Electrical, einziger Unterschied ist, das ersteres seit Version 2.0 nur noch 3 Arbeitsblätter gleichzeitig verarbeitet und es für die kommerzielle Nutzung kostenlos ist, aber nicht für Auftragsentwicklungen. DS Electrical wurde 2023 abgeschaltet. 
„DesignSpark Mechanical“ ist eine kostenlose 3D-Modellierungssoftware für Volumenmodelle mit STL-Export, die es seit der Kooperation 2013 zwischen RS und SpaceClaim Engineer. SpaceClaim wurde 2005 gegründet und 2014 von Ansys übernommen. DesignSpark Mechanical gibt es seit 2023 in der Version 6.0.3. 
Im Jahr 2023 startete RS mit Siemens den DesignSpark Circuit Simulator. Der RS DesignSpark Circuit Simulator basiert auf der Siemens PartQuest-Software und ist eine umfassende cloud-basierte Umgebung für das Designen, Modellieren, Simulieren und Analysieren elektronischer/mechatronischer Schaltungen und Systeme. 
Die drei DesignSpark-Programme arbeiten zusammen und sind in der kostenlosen und auch Bezahlversion zusammen verfügbar.
Die Engineering-Plattform DesignSpark erreicht im Januar 2021 erstmals eine Mitgliederzahl von einer Million, Maker, Entwickler, Techniker und Ingenieure, die hier ihre Ideen austauschen.

## Funktionsumfang
Über Projekte werden die einzelnen Entwurfsdateien verwaltet. Ein Projekt kann über eine unbegrenzte Anzahl von Schaltplanseiten verfügen, die zusammen ein Design bilden, und über eine Leiterplatten-Layoutdatei.
Eagle Schaltpläne und Layouts ab v6.0 können nativ importiert werden, Ti Webench-Projekte eingefügt werden.
Schaltpläne können für folgende SPICE-Simulationsprogramme exportiert werden: LTSpice, LSSpice, TopSpice und TINA (Ti).
Aus dem Layout kann eine 3D-Ansicht generiert werden, die in DesignSpark Mechanical exportiert werden kann.
Temperaturerhöhung und Impedanz von Durchkontaktierungen und Leiterbahnen können errechnet werden.
DS PCB enthält folgende Funktionen (teilweise nur mit Abo erhältlich): 
- Blinde und vergrabene Durchkontaktierungen – zur Verbindung zwischen verschiedenen Schichten einer komplexen Leiterplatte

- Vollständig konfigurierbarer Designregeln-Editor und -Checker – zur Überprüfung eines Schaltungsdesigns und zur Durchführung von Qualitätsprüfungen für die Produktion
- Hierarchisches Schaltplan-Design – Aufteilung mehrseitiger Schaltpläne in Bausteine, um sie lesbar und verwaltbar zu machen
- Panel-Design-Editor – Visualisierung und Verwaltung der Montage fertiger PCB-Designs vor der Herstellung
- Variantenmanager – zur Festlegung verschiedener Designvarianten, um den Anforderungen des globalen Marktes gerecht zu werden
- Automatischer formbasierter und gitterloser Router
- Erweiterte Routing-Modi – Trunk-Routing für Differentialpaare und Busse, Pull-Tight, Auto-Mitre und Auto-Neck-Tracks
- Unterstützung für zwei Bildschirme
- Unterstützung für Kreuzschraffur-Kupferfüllungen, Tropfen, Kugeln und asymmetrische Pad-Formen.

## Schaltungsentwurf
Dem Schaltplaneditor stehen Bauteile-Bibliotheken zur Seite, in denen für jedes Bauteil die Gehäusegeometrie, technische Daten und Footprint enthalten sind. Schaltplanteile können gruppiert werden, was vom Autorouter und Autoplacer berücksichtigt wird.

## Leiterplattenlayout
Über einen Assistenten wird ein Schaltplan in eine Layoutdatei übertragen. Mit dem Layout-Editor kann per Autorouter für das Leiterplattendesign eine automatisierte Entflechtung der Verbindungen vorgenommen werden. Für die automatisierte Platzierung der Komponenten findet ein Autoplacer Anwendung. Exportiert wird das Layout im Gerber-Format und die Bohrdaten in Excellon.

## Zur Beachtung
Es wird empfohlen, die DesignSpark-Software zusammen mit den Projektdateien auf demselben Rechner zu installieren, da es in Netzwerken unter bestimmten Umständen zu Störungen kommen kann. Durch den Datenumfang der Bibliotheken werden viele Ressourcen beansprucht, deshalb sollten aktuell nicht benötigte Bibliotheken deaktiviert werden.

## Auszeichnungen
Bei den Elektra Awards 2020 wurde DesignSpark für das von dem Technologen Jude Pullen entwickelte RadioGlobe Projekt mit dem Titel „Best Campaign of the Year“ ausgezeichnet.